# Імінодіоцтова кислота
Імінодіоцтова кислота — органічна сполука з формулою HN(CH2CO2H)2, назву якої часто скорочують до IDA. Біла тверда речовина, амін дикарбонової кислоти (атом азоту утворює вторинну аміногрупу, а не іміногрупу, як випливає з назви). 
Імінодіацетат-діаніон є тридентатним лігандом, який утворює комплекси металів шляхом утворення двох конденсованих п’ятичленних хелатних кілець. Протон на атомі азоту можна замінити атомом вуглецю полімеру для створення іонообмінної смоли, такої як chelex 100. Комплекси IDA і EDTA були представлені на початку 1950-х років Шварценбахом.

Будова комплексу феруму(ІІІ) біс-IDA.

IDA утворює сильніші комплекси, ніж бідентатний ліганд гліцин, і слабші комплекси, ніж тетрадентатний ліганд нітрилотриоцтової кислоти. Він також може діяти як бідентатний ліганд через свої дві карбоксилатні групи. Кілька комплексів технецію-99m використовуються в скануванні холесцинтиграфії (також відомому як сканування гепатобіліарної імінодіоцтової кислоти) для оцінки стану та функції жовчного міхура.
Імінодіоцтова кислота є важливим проміжним продуктом в одному з двох основних промислових процесів, які використовуються для виробництва гербіциду гліфосату . Вона використовується в капілярному електрофорезі для модуляції рухливості пептидів. Також використовується як прекурсор для виробництва індикатора ксиленолового оранжевого/ 

## Одержання
Імінодіоцтова кислота була отримана окисним дегідруванням діетаноламіну у лужному середовищі в присутності солей міді як каталізаторів. 